# Poédogo-II
Ne doit pas être confondu avec Poédogo-I.
Pour les articles homonymes, voir Poédogo.
Poédogo-II est une localité située dans le département de Loumbila de la province de l'Oubritenga dans la région Plateau-Central au Burkina Faso.

## Santé et éducation
Le centre de soins le plus proche de Poédogo-II est le centre de santé et de promotion sociale (CSPS) de Loumbila tandis que le centre médical avec antenne chirurgicale (CMA) de la province se trouve à Ziniaré.
Le village ne possède pas d'école primaire, les élèves devant se rendre à Poédogo-I.